# IBM Public License
La IBM Public License (o IPL) è una licenza di software libero scritta e talvolta usata dalla IBM, approvata sia dall'Open Source Initiative che dalla Free Software Foundation.
La IPL differisce dalla GNU General Public License (GPL), in quanto attribuisce responsabilità sul codice all'editore o al distributore del software licenziato. Secondo la IBM questo dovrebbe favorire gli usi commerciali del software open source, senza lasciare ai vari contributori rischi di responsabilità. I fautori del IPL ritengono che questa abbia una definizione di responsabilità molto più chiara rispetto alla GPL.
La IPL è incompatibile con la GPL in quanto contiene alcune restrizioni non incluse nella GPL.
Tra i progetti che usano la licenza IPL figura il demone di posta Postfix.